# 2362 Mark Twain
A 2362 Mark Twain (ideiglenes jelöléssel 1976 SH2) a Naprendszer kisbolygóövében található aszteroida. Nyikolaj Sztyepanovics Csernih fedezte fel 1976. szeptember 24-én.